# Jean-Yves Mollier
Pour les articles homonymes, voir Mollier.
Jean-Yves Mollier, né le 5 novembre 1947 à Roanne (Loire), est un historien français, professeur émérite d'histoire contemporaine à l'université de Versailles-Saint-Quentin-en-Yvelines. Il est spécialiste de l'histoire de l'édition, du livre et de la lecture.
En septembre 2020, il publie Interdiction de publier - La Censure d'hier à aujourd'hui, qui alerte sur l'importance croissante de la censure du livre — du fait de logiques économiques, politiques, religieuses et du « politiquement correct ». Cet ouvrage (avec Histoire de la librairie et des libraires) lui vaut en 2021 le Prix Charles-Aubert d'Histoire de l'Académie des Sciences morales et politiques. L'ouvrage fait l'objet d'une seconde édition, revue et augmentée, en 2024.

## Biographie
Jean-Yves Mollier a consacré sa thèse de doctorat de littérature française à Noël Parfait (1978) et sa thèse de doctorat d'État en histoire (doctorat ès lettres et sciences humaines) à l'« Histoire politique et histoire culturelle au cœur du XIXe siècle français » (1986). Auteur reconnu, il a particulièrement été salué pour L'Argent et les Lettres : histoire du capitalisme d'édition (1880-1920), Louis Hachette : le fondateur d'un empire, Où va le livre ? et Édition, presse et pouvoir en France au XXe siècle.
Il dirige le Centre d'histoire culturelle des sociétés contemporaines de 1998 à 2005, et l’école doctorale « Cultures, organisations, législations » de 2005 à 2007, puis l'école doctorale « Cultures, régulations, institutions et territoires » de 2009 à 2015.
Il est vice-président de l'Association pour le développement de l’histoire culturelle et de la Société des études romantiques et dix-neuviémistes.
En 1994, elle cofonde la Société internationale d'histoire de l'affaire Dreyfus.

## Prise de position
Le 31 octobre 2020, lors d'une interview au journal Sud Ouest au sujet de la polémique entourant le nom du quartier de Biarritz La Négresse, il se montre sensible à l'offense que représente cette dénomination. Il se dit même favorable au changement de nom, en concertation avec les habitants, et en l'accompagnant d'un volet pédagogique. Enfin, réagissant à la banderole des « fêtes de la Négresse » caricaturant une tête de femme noire, il la considère ni opportune, ni moralement acceptable.

## Publications
- Michel et Calmann Lévy ou La Naissance de l'édition moderne (1836-1891), Paris, Calmann-Lévy, 1984 - Médaille de la Société des gens de lettres, 1985, prix Henri Hertz du rectorat de l'Académie de Paris, 1986
- L′Argent et les Lettres : histoire du capitalisme d'édition (1880-1920), Paris, Fayard, 1988 (traduction en portugais)
- Le Scandale de Panama, Paris, Fayard, 1991
- Louis Hachette (1800-1864) : le fondateur d'un empire, Paris, Fayard, 1999
- La Lecture et ses publics à l'époque contemporaine : essais d'histoire culturelle, Paris, PUF, 2001 (traductions en espagnol, grec et portugais)
- Le camelot et la rue : politique et démocratie au tournant des XIXe et XXe siècles, Paris, Fayard, 2004, 365 p. (ISBN 2-213-61476-8, présentation en ligne), [présentation en ligne], [présentation en ligne].
- La Censure de l'imprimé : France, Belgique, Québec et Suisse romande, XIXe et XXe siècles, Québec, Nota Bene, 2006
- Édition, Presse et Pouvoir en France au XXe siècle, Paris, Fayard, 2008
- La Mise au pas des écrivains : l'impossible mission de l'abbé Bethléem au XXe siècle, Paris, Fayard, 2014, 512 p.  (ISBN 978-2213666105)
- Une autre histoire de l'édition française, Paris, La Fabrique, 2015, 429 p.  (ISBN 978-2-35872-074-8)
- Hachette, le géant aux ailes brisées, Ivry-sur-Seine, L'Atelier, 2015
- L'Âge d'or de la corruption parlementaire, 1930-1980, Paris, Perrin, 2018
- Chez Wepler, 14 place Clichy, Paris, Éditions Michel Beissières, 2018, 135 p.
- Interdiction de publier - La censure d'hier à aujourd'hui[5], Joinville-le-Pont, Éditions Double ponctuation, 2020, 174 p.
- Histoire des libraires et de la librairie de l'Antiquité jusqu'à nos jours, Arles, Imprimerie nationale éditions/Actes Sud, 2021, 216 p.
- Cornélius Herz. Portrait d'un lobbyiste franco-américain à la Belle Époque, Paris, éditions du Félin, 2021, 560 p.
- Brève histoire de la concentration dans le monde du livre, Montreuil, Libertalia, 2022, 168 p.
- Les éditions Calmann-Lévy de la Belle Époque à la Seconde Guerre mondiale, Paris, Calmann-Lévy, 2023, 384 p.
- Interdiction de publier - La censure d'hier à aujourd'hui - 2e édition revue et augmentée, Joinville-le-Pont, Éditions Double ponctuation, 2024.

### En tant qu'éditeur
- Charles Ferdinand Gambon, Dans les bagnes de Napoléon III [Mémoires], Paris, Presses universitaires de France, 1983
- Lettres inédites d'Ernest Renan à ses éditeurs Michel et Calmann Lévy, Paris, Calmann-Lévy, 1986

### En collaboration
- La Plus Longue des Républiques (1870-1940), Paris, Fayard, 1994 (avec Jocelyne George)
- Pierre Larousse et son Temps, Paris, Éditions Larousse, 1995 (co-dir. avec Pascal Ory)
- Le Commerce de la librairie en France au XIXe siècle (1798-1914), Paris, IMEC éd. / éd. de la Maison des sciences de l'homme, 1997 (dir.)
- La Révolution de 1848 en France et en Europe, Paris, Éditions sociales, 1998 (co-dir. avec Sylvie Aprile, Raymond Huard et Pierre Lévêque)
- Où va le livre ?, Paris, la Dispute, coll. « États des lieux », 2000 (dir.) ; édition revue et augmentée en 2002 puis 2007-2008
- Les Mutations du livre et de l'édition dans le monde du XVIIIe siècle à l'an 2000 (actes du colloque international, Sherbrooke, 2000), Paris, L'Harmattan ; Saint-Nicolas (Québec), Presses de l'université Laval, 2001 (co-dir. avec Jacques Michon)
- L'Abécédaire de la République et du citoyen, Paris, Flammarion, 2002 (co-dir. avec Christian Amalvi, Marie-Christine Chaudonneret et Alice Gérard)
- La Belle Époque des revues : 1880-1914, Paris, Ed. de l'IMEC, 2002 (co-dir. avec Michel Leymarie et Jacqueline Pluet Despatin)
- Les Lectures du peuple en Europe et dans les Amériques (XVIIe – XXe siècles), Bruxelles, Complexe, 2003 (co-dir. avec Hans-Jürgen Lüsebrink, York-Gothart Mix et Patricia Sorel)
- Repenser la Restauration, Paris, Nouveau Monde éditions, 2005 (co-dir. avec Martine Reid et Jean-Claude Yon)
- Passeurs culturels dans le monde des médias et de l'édition en Europe (XIXe et XXe siècles), Villeurbanne, Presses de l'ENSSIB, 2005 (co-dir. avec Diana Cooper-Richet et Ahmed Silem)
- Les Goncourt dans leur siècle : un siècle de « Goncourt », Villeneuve d'Ascq, Presses du septentrion, 2005 (co-dir. avec Jean-Louis Cabanès, Pierre-Jean Dufief et Robert Kopp)
- Culture de masse et Culture médiatique en Europe et dans les Amériques (1860-1940), Paris, PUF, 2006 (co-dir. avec Jean-François Sirinelli et François Vallotton)
- Politica, Naçao et Ediçao. O lugar dos impressos na construçao da vida politica. Brasil, Europa e Americas nos seculos XVIII-XX, Sao Paulo, Annablume Editora, 2006 (co-dir. avec Eliana de Freitas Dutra)
- Au bonheur du feuilleton : naissance et mutations d'un genre (France, États-Unis, Grande-Bretagne, XVIIIe – XXe siècles), Paris, Créaphis, 2007 (co-dir. avec Marie-Françoise Cachin, Diana Cooper-Richet et Claire Parfait)
- La Production de l'immatériel : théories, représentations et pratiques de la culture au XIXe siècle, Saint-Étienne, Presses de l'université de Saint-Étienne, 2008 (co-dir. avec Philippe Régnier et Alain Vaillant)
- Dictionnaire d'histoire culturelle de la France contemporaine, avec Christian Delporte et Jean-François Sirinelli, PUF, coll. « Quadrige dicos poche », Paris, 2010
- Histoire de la librairie Larousse : 1852-2010, avec Bruno Dubot, Fayard, 2012
- Histoire nationale ou histoire internationale du livre et de l’édition ? : un débat planétaire, Québec, Nota Bene éd, 2012, 432 p. (co-dir. avec M. Lyons et F. Vallotton)
- Le Commerce transatlantique de librairie, un des fondements de la mondialisation culturelle (France-Portugal-Brésil, XVIIIe – XXe siècle), Edusp, 2012 (co-dir. avec Diana Cooper-Richet)
- Ediçao et Revoluçao. Leituras comunistas no Brasil e na França, Marisa Midori Deaecto e Jean-Yves Mollier orgs., Sao Paulo, Ateliê Editorial/Belo Horizonte, Editora Ufmg, 2013, 352 p.
- Le Parti communiste français et le livre. Écrire et diffuser le politique en France au XXe siècle (1920-1992), dir. Jean-Numa Ducange, Julien Hage et Jean-Yves Mollier, Dijon, EUD, 2014, 211 p.
- L’imprimé dans la construction de la vie politique. Brésil, Europe et Amériques (XVIIIe – XXe siècle), dir. E. de Freitas Dutra et J.-Y. Mollier, Rennes, PUR, 2016, 502 p.
- D'encre et de papier. Une histoire du livre imprimé, avec Olivier Deloignon et Jean-Marc Chatelain, Paris, éditions de l'Imprimerie nationale/Arles, Actes Sud, 2021, 396 p.
- Gustave Flaubert et Michel Lévy. Un couple explosif, avec Yvan Leclerc, Paris, Calmann-Lévy, 2021, 180 p.

### En revue
- « La femme, le peuple et l’enfant, trois figures majeures de la censure au XIXe siècle », Revue de la BNF, vol. 60, no 1,‎ 2020, p. 12-21 (lire en ligne)
- Libros, lecturas, lectores. Francia, siglos XVIII-XX, cahier hors série de Secuencia. Revista de historia y ciencias sociales, México, Instituto de Investigaciones históricas, 2009
- « Littérature et presse du trottoir à la Belle Époque », Études françaises, vol. 36, no 3,‎ 2000, p. 81-94 (lire en ligne)

## Filmographie
- 2016 : participation au documentaire Ni Dieu ni maître, une histoire de l'anarchisme

## Prix
- 1985 : prix Roland de Jouvenel de l’Académie française, pour son ouvrage Michel et Calmann Lévy ou la naissance de l’édition moderne, 1836-1891[6].
- 2021 : prix Charles-Aubert (histoire) de l'Académie des sciences morales et politiques, pour ses ouvrages Interdiction de publier et Histoire des libraires et de la librairie de l’Antiquité jusqu’à nos jours[7].